# 넥서스 7 (2013년)
2013년형 넥서스 7 (Nexus 7 (2013)) 에이수스가 제조하고, 구글이 판매하는 구글 넥서스 시리즈의 두 번째 소형 안드로이드 태블릿 컴퓨터로, 안드로이드 4.3 젤리빈의 레퍼런스 기기이다.
구글 샌프란시스코 구글 본사에서 2013년 7월 24일에 동글 장치인 크롬캐스트, 안드로이드 4.3 젤리빈과 함께 발표되어, 와이파이 모델은 2013년 7월 26일, LTE 모델은 2013년 8월 26일에 출시되었다.
출고가는 16 GB 와이파이 모델이 229 $, 32 GB 와이파이 모델이 269 $, 32 GB LTE 모델이 349 $로 책정되었다.

## 연혁
- 2013년 7월 24일 : 공개 및 와이파이 모델 예약판매 시작[2]
- 2013년 7월 26일 : 와이파이 모델 출시[1]
- 2013년 8월 26일 : LTE 모델 출시
- 2013년 11월 14일 : 와이파이 모델이 4.4 킷캣 업그레이드[3]
- 2014년 11월 15일 : 5.0 롤리팝 업그레이드 (Wi-Fi 모델에만 업데이트가 적용됨.)
- 2014년 12월 16일 : 5.0.1 롤리팝 업그레이드 (Wi-Fi 모델에만 업데이트가 적용됨.)
- 2015년 1월 15일 : 5.0.2 롤리팝 업그레이드 (Wi-Fi 모델에만 업데이트가 적용됨.)

## 운영 체제/소프트웨어

### 안드로이드 4.3 젤리빈
안드로이드 운영 체제 4.3 젤리빈의 레퍼런스제품으로써, 4.3 젤리빈을 최초로 탑재하였다.
LTE모델에 한해 2013년 10월 3일 4.3.1 젤리빈으로 업그레이드되었다.

### 안드로이드 4.4 킷캣
2013년 11월 14일 4.4 킷캣, 2013년 12월 6일 4.4.1 킷캣, 2013년 12월 10일 4.4.2 킷캣으로 업그레이드 되었다.

### 안드로이드 5.0 롤리팝
2014년 11월 15일 5.0 롤리팝이 처음 릴리즈 되었고, 2014년 12월 16일 일부 버그가 수정된 5.0.1 롤리팝이 배포되었고, 2015년 1월 15일 태블릿 기종을 타겟으로 5.0.2 롤리팝이 우선 배포되었다. 2015년 1월 31일 뒤늦게 LTE용으로 5.0.2 롤리팝이 배포되었다. 2015년 4월 13일 Wi-Fi 모델과 LTE 모델 동시에 5.1 롤리팝이 배포되었다. 2015년 5월 1일 5.1.1 롤리팝이 배포되었다.

### 안드로이드 6.0 마시멜로
2015년 10월 6일 다른 레퍼런스 기기들과 함께 6.0 마시멜로가 배포되었다.

## 출시 국가

### 2013년7월 26일
- 미국

### 2013년8월 13일
- 캐나다

### 1차 출시국 (2013년8월 26일)
- 대한민국
- 독일
- 스페인
- 영국
- 오스트레일리아
- 일본
- 프랑스

## 경쟁 기종
- 애플 아이패드 미니 레티나 디스플레이
- 킨들파이어 HDX 7.0
- LG G패드 8.3

## 같이 보기
- 넥서스 7
- 크롬캐스트
- 넥서스 5